# Komplanaritätsbedingung
Komplanaritätsbedingung ist ein Begriff aus der Photogrammetrie, der bei der relativen Orientierung sicherstellt, dass sich die Strahlen der Bildpunkte zweier Bilder in einem Modell schneiden.
Koordinatensysteme und Bezeichnungen in der Photogrammetrie:
```
  X,Y,Z ...... Koordinaten des Landessystems
  x',y' ...... gemessene Bildkoordinaten, ohne jegliche Korrekturen
  x,y,c ...... Hauptpunktzentriertes, kalibriertes Bildkoordinatensystem
  u',v',w' ... Drehung Bild 1 in zum Landessystem achsparallelen System
  u",v",w" ... Drehung Bild 2 in zum Landessystem achsparallelen System
  u,v,w ...... aus Bild 1 und 2 abgeleitete Modellkoordinaten
  bx,by,bz ... Basiskomponenten
```

G.H. Schut hat gezeigt, dass, wenn sich zwei homologe Strahlen schneiden, diese mit der Basis b in einer Ebene liegen. Dieser Sachverhalt alleine ist zur Herstellung der relativen Orientierung hinreichend und wird als Komplanaritätsbedingung bezeichnet.
Unter Bezug auf die obigen Koordinatensysteme gilt die folgende Determinante:
{\displaystyle \Delta ={\begin{vmatrix}1&u'&u''\\b_{y}&v'&v''\\b_{z}&w'&w''\end{vmatrix}}=0}
Da (u',v',w') bzw. (u",v",w") Funktionen der Bildkoordinaten sind, müssen entweder die Drehmatrizen oder Passpunkte in der Örtlichkeit bekannt sein. Eine Erfüllung der Komplanaritätsbedingung ist bei einer relativen Orientierung nur durch mehrfache Iteration im Rahmen einer Ausgleichung möglich.